# Sylvio Egydio Júlio Centeno
Sylvio Egydio Júlio Centeno (São Lourenço do Sul, 1 de setembro de 1894 — Pelotas, 24 de maio de 1987) foi um engenheiro agrônomo e político brasileiro.

## Biografia
Sylvio Egydio Júlio Centeno nasceu em 1 de setembro de 1894, em São Lourenço do Sul filho do casal Francisco Julio Centeno e Maria da Conceição Abreu. Casou-se com Adylles Martinha Delhães da Rosa em 12 de setembro de 1933, em São Lourenço do Sul. Eles eram pais de duas filhas, Maria Tereza Centeno e Maria Conceição Centeno. Faleceu em 24 de maio de 1987, em Pelotas aos 92 anos e foi sepultado em São Lourenço do Sul.

## Carreira política
Foi prefeito de São Lourenço do Sul no período de 13 de dezembro de 1947 até 9 de agosto de 1948, em sua gestão foi o criador das patrulhas mecanizadas agrícolas, que prestavam serviços aos pequenos agricultores, arando a terra e colhendo a produção a um custo modesto. Inaugurou em 1948 o Grupo Escolar Cruzeiro do Sul (atualmente Escola Estadual de Ensino Médio Cruzeiro do Sul) e deu inicio as obras do então Ginásio Municipal, hoje Escola Estadual de Ensino Fundamental Padre José Herbst em 9 de dezembro de 1950, foi também quem iniciou as obras, através de verbas federais, da Escola Agrícola, hoje Escola Técnica Estadual Santa Isabel, no interior do Município.

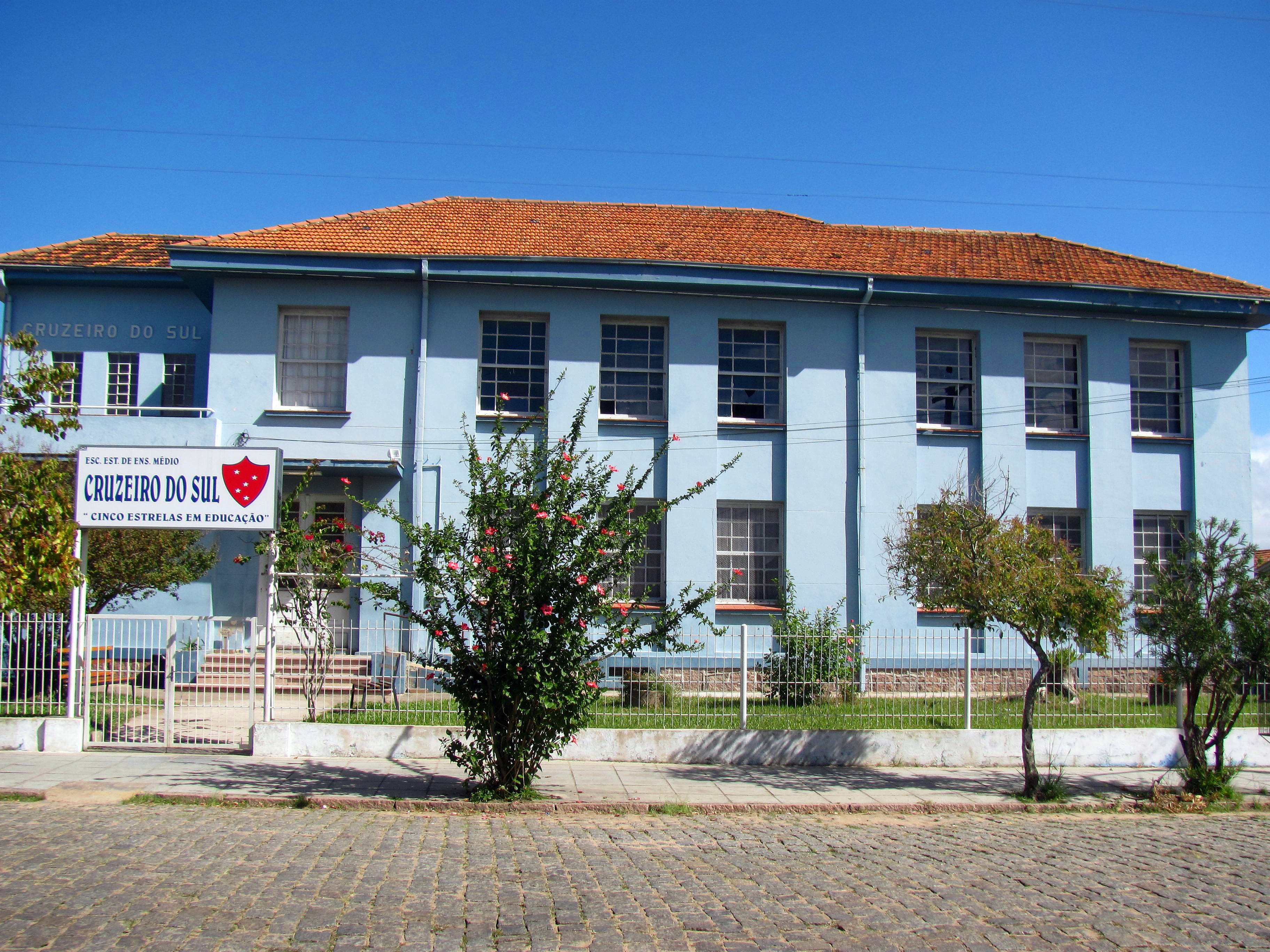
E.E.E.M. Cruzeiro do Sul em 2014, prédio que foi inaugurado por Sylvio Egydio Júlio Centeno.